# Sandberg

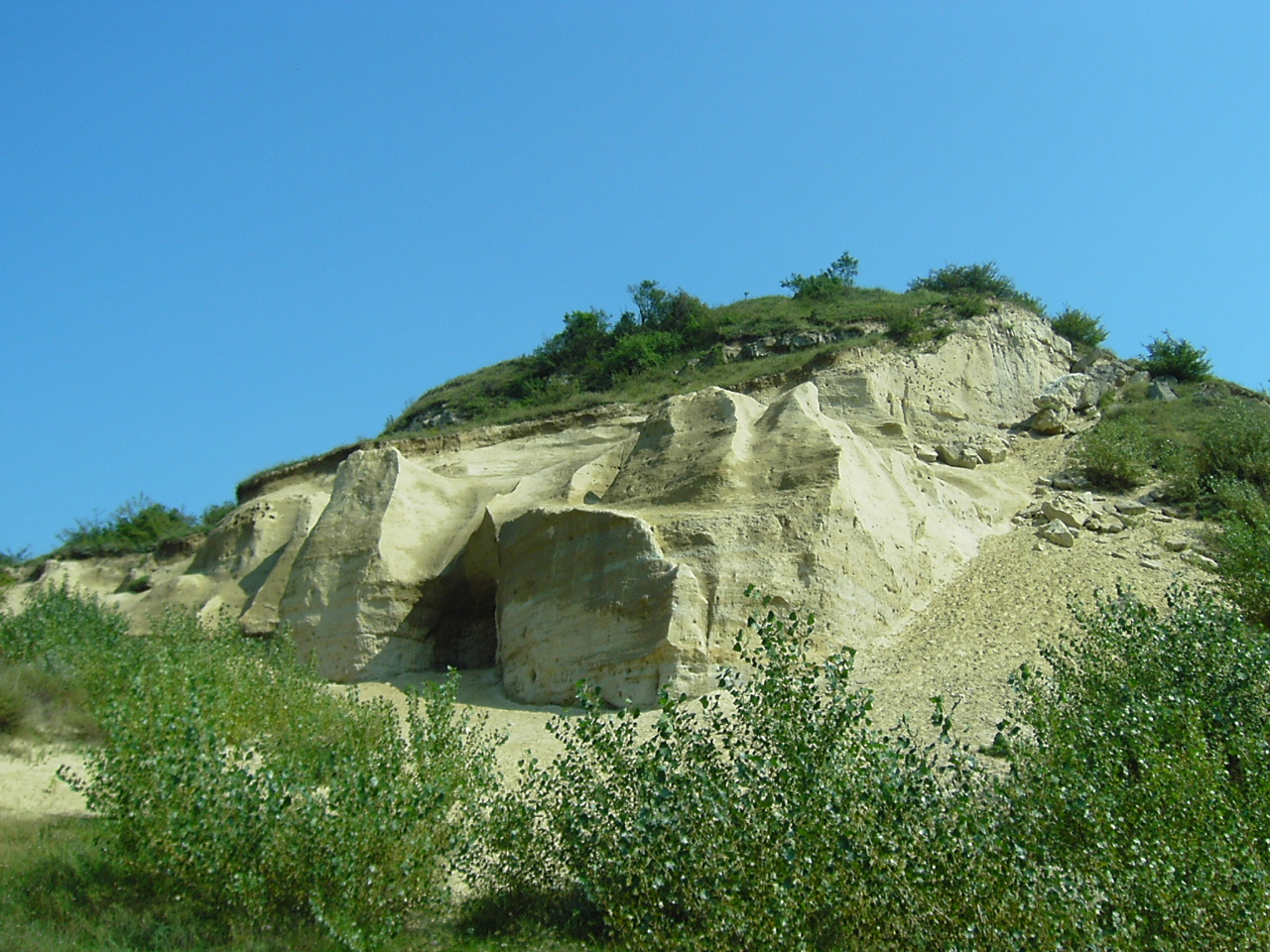
Sandberg - písková jeskyně

Sandberg je významná paleontologická lokalita, nacházející se na území městské části Devínska Nová Ves, Bratislava. Leží na severozápadním okraji chráněné krajinné oblasti Malé Karpaty a je součástí národní přírodní rezervace Devínská Kobyla. Lokalita byla objevena při těžbě písku.
Lokalita byla vyhlášena chráněným nalezištěm s rozlohou 25,6 ha roce 1964. Již následujícího roku byla rozšířena a přejmenována na Státní přírodní rezervaci Devínská Kobyla, o rozloze 27,97 ha. Roku 1986 se chráněná plocha rezervace rozrostla na 102 ha. Poslední změna přišla 1. ledna 1995, kdy byla přejmenována na národní přírodní rezervaci Devínská Kobyla s nejvyšším stupněm ochrany.
Důvodem ochrany je zejména výskyt bohaté teplomilné flóry a fauny (zejména hmyzu), výskyt pískomilné květeny a výskyt druhů čeledi vstavačovitých rostlin, díky kterým patří k nejvýznamnějším lokalitám na Slovensku.

## Geologie

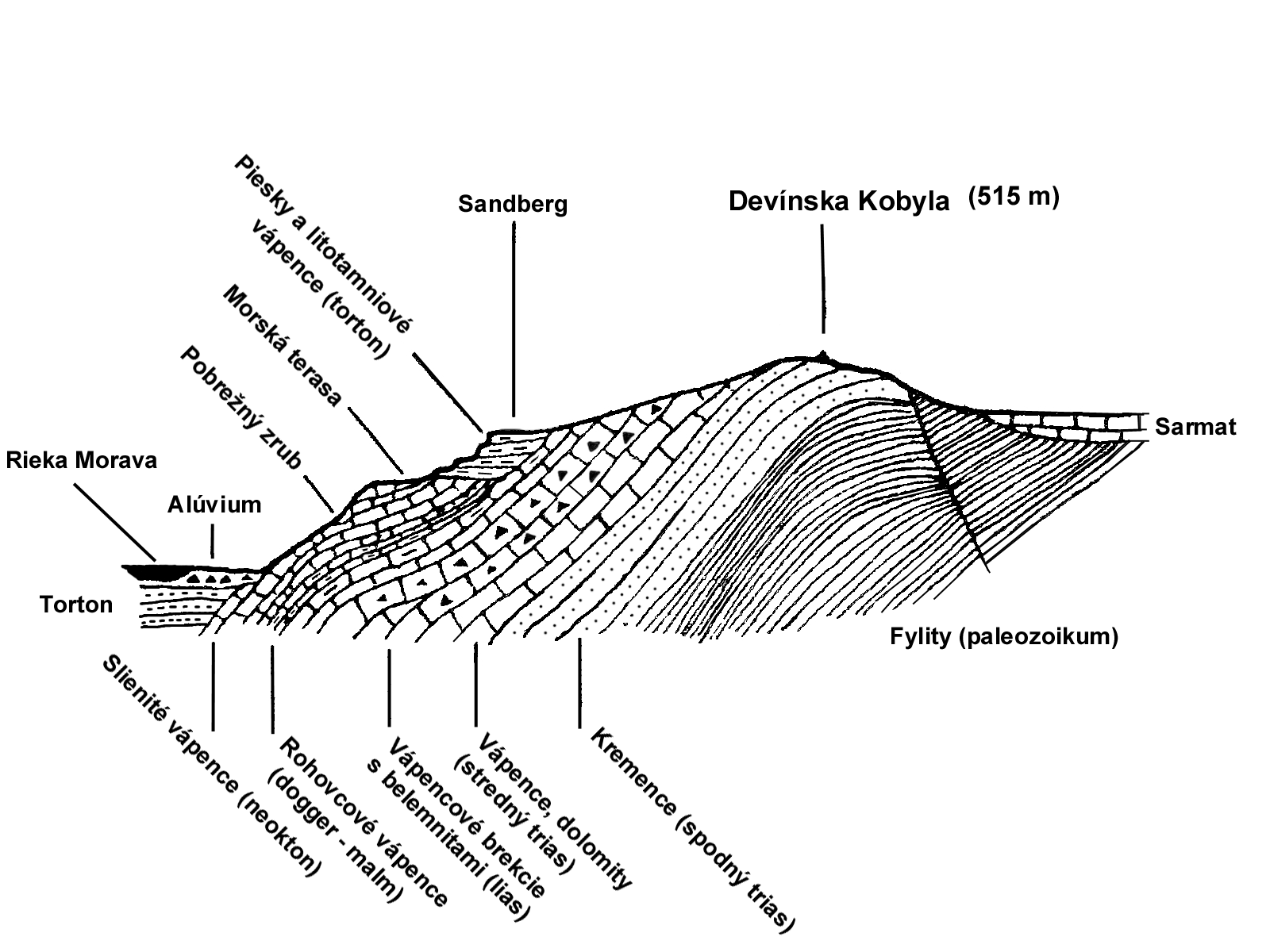
Geologická stavba Sandberg

Sandberg tvoří horninové zbytky třetihorního moře, které se rozprostíralo ve Vídeňské pánvi. Na vápence z období jury a spodní křídy (asi před 160–180 miliony let) byly při mohutném zvednutí (transgresi) moře (před zhruba 14–16 miliony let) vodorovně uloženy písky s vložkami štěrkopísků, pískovce a brekcie. V pískovcové stěně jsou viditelné vodorovné lavice odolnějších hornin – pískovců a litotamniového vápence. Na svazích a úpatí pískoviště jsou napadané mohutné bloky (balvany) z pískovce a písčitého litotamniového vápence, které tam zůstaly po posledním komorovém odstřelu.

## Paleontologie
Na Sandbergu se našlo kolem 300 druhů zkamenělin plžů, mlžů, ježovek, houbovců, dírkovců, ale i větších mořských a suchozemských živočichů. Byly zde nalezeny četné zubů žraloků a kostnatých ryb, pozůstatky želv, obratel velryby (Mesocetus hungaricus), fragmenty koster opic (Pliopithecus antiquus nebo Sivapithecus darwinii), tuleně (Pristiphoca vetusta), nosorožce srstnatého (Coelodonta antiquitatis), jeskynního medvěda (Ursus spelaeus) a ptáků. Výskyt ježovek a žraloků poukazuje na normální slanost neogenního moře, přítomnost červených litotamniových řas zase na hloubku do 60 m.

## Flóra
Současná flóra této lokality je zastoupena několika ohroženými a chráněnými druhy. Rostou zde například smldník písečný (Peucedanum arenaricum), což je na Slovensku jediná lokalita jeho výskytu, nebo šater latnatý (Gypsophila paniculata) a další.